# Lise Blouin
 (janvier 2017).
Si vous disposez d'ouvrages ou d'articles de référence ou si vous connaissez des sites web de qualité traitant du thème abordé ici, merci de compléter l'article en donnant les références utiles à sa vérifiabilité et en les liant à la section « Notes et références ».
Pour les articles homonymes, voir Blouin.
Lise Blouin est une romancière et nouvelliste québécoise née à Saint-Isidore d'Aukland en 1944.
Elle est titulaire d’un baccalauréat en pédagogie et une licence ès lettres de l'Université de Sherbrooke. 
Elle travaille comme enseignante et pédagogue. 

## Honneurs
- 1981 - Prix du Cercle du livre de France, Miroir à deux visages
- 1993 - Prix Gaston-Gouin, L'Absente
- 2004 - Prix Alfred-DesRochers, L'Or des fous
- 2005 - Prix « Le Prince-Maurice » du roman d'amour, L'Or des fous